# Liriomyza helenii
Liriomyza helenii är en tvåvingeart som beskrevs av Spencer 1981. Liriomyza helenii ingår i släktet Liriomyza och familjen minerarflugor.
Artens utbredningsområde är Kalifornien. Inga underarter finns listade i Catalogue of Life.